# Łuk Augusta w Rimini
Łuk Augusta w Rimini – rzymski łuk triumfalny znajdujący się we włoskim Rimini.
Łuk, wyznaczający krańcowy punkt starożytnej drogi via Flaminia, został wzniesiony w 27 p.n.e. z polecenia Oktawiana Augusta. Jednoprzęsłowa konstrukcja ozdobiona jest frontonem wspartym na półkolumnach zwieńczonych korynckimi kapitelami. Obok kapiteli umieszczono medaliony z wizerunkami Jowisza, Neptuna, Apolla i Romy. W starożytności budowla zwieńczona była przypuszczalnie posągiem Augusta. Na szczycie łuku zachowała się inskrypcja o treści:
Senat i lud rzymski Imperatorowi Cezarowi Augustowi, synowi boskiego Juliusza, siedmiokrotnemu imperatorowi, siedmiokrotnemu konsulowi i konsulowi wyznaczonemu po raz ósmy, za to, że wybrukował via Flaminia i inne często uczęszczane drogi Italii, z własnej inicjatywy i na koszt własny
W średniowieczu łuk włączono w obręb obwarowań miejskich, nadając mu funkcję bramy. Szczyt budowli wieńczą dzisiaj ceglane blanki pochodzące z okresu wojen gibelinów z gwelfami.